# Hapalopsittaca
Genre
Hapalopsittaca est un genre d'oiseaux de la famille des Psittacidae.

## Liste d'espèces
D'après la classification de référence (version 2.2, 2009) du Congrès ornithologique international (ordre phylogénique) :
- Hapalopsittaca melanotis – Caïque à ailes noires
- Hapalopsittaca amazonina – Caïque à face rousse
- Hapalopsittaca fuertesi – Caïque de Fuertes
- Hapalopsittaca pyrrhops – Caïque de Salvin